# Протесты в Азербайджане (2011)
Азербайджанские протесты (азерб. Azərbaycan etirazları) — представляли собой серию демонстраций протеста против правительства президента Ильхама Алиева, произошедших в 2011 году.  
Общие темы, поддерживаемые демонстрантами, многие из которых связаны с Мусават и Партией Народного фронта, основными оппозиционными партиями в Азербайджане, включают сомнения в легитимности президентских выборов 2008 года, желание освободить политических заключённых, призывы к демократическим реформам, и требуют, чтобы президент Ильхам Алиев и его правительство ушли в отставку. Власти Азербайджана ответили репрессиями, разгоном протестов и пресечением попыток собраний с применением силы.
Совет Европы, Госдепартамент США, Amnesty International и другие организации призвали правительство Азербайджана освободить политических заключённых и обеспечить их право на свободу собраний.

## Предыстория
29 января более 100 активистов и политиков, не связанных с правительством Азербайджана, собрались в Баку, чтобы призвать президента Ильхама Алиева отправить в отставку правительство и назначить досрочные выборы.  Некоторые критики сравнили Алиева с тогдашним президентом Египта Хосни Мубараком и предупредили, что в Азербайджане могут возникнуть народные протесты как часть региональной волны гражданских беспорядков, хотя лидеры Партии Народного Фронта Азербайджана и Мусават не стали угрожать им лично.
Примерно в то же время 20-летний веб-активист  Джаббар Савалан получил известность за публикацию провокационных оскорблений правительства в Facebook и других социальных сетях, в конечном итоге призвав в начале февраля провести «День ярости» по образцу  протестов в Египте, крупные акции протеста должны были пройти в центре Баку. Власти отреагировали арестом Саваланлы в Сумгаите 5 февраля и предъявлением ему обвинений в хранении марихуаны. Его сторонники утверждали, что это обвинение было сфабриковано.  Оппозиционные группы призвали власти освободить молодого активиста и сравнили его задержание с подавлением диссидентов в Египте и других странах, но полиция настаивала на том, что арест не был политическим.
6 февраля в Парке дружбы Египет-Азербайджан под Баку, в пригороде Хырдалана, прошла несанкционированная акция протеста. Несколько десятков участников митинга, в основном молодые мужчины и женщины, размахивали знаками и скандировали лозунги, призывающие президента Египта Мубарака уйти в отставку, но также выразили несогласие с несколькими недавно принятыми правительством Азербайджана мерами, включая повышение цен на услуги. Полиция разогнала собрание за считанные минуты, не производя арестов.

## История протеста

### Март
Молодёжные активисты Эльнур Маджидли, Бахтияр Гаджиев и другие призвали в Facebook к массовым протестам 11 марта 2011 года в ознаменование месячной годовщины отставки Хосни Мубарака и задержания Саваланлы по сфабрикованным обвинениям. В ответ правительство, как сообщается, направило в Баку военные силы для усиления безопасности в столице республики.
Члены оппозиции в Национальном собрании заявили о поддержке демонстрантов, потребовали освобождения политических заключённых и призвали кабинет, возглавляемый премьер-министром Артуром Расизаде, уйти в отставку из-за неспособности провести реформы. Правительство утверждало, что демонстрации были организованы парламентской оппозицией под видом массового активизма, но активисты отрицали это, ссылаясь на критику со стороны политических единомышленников в Национальном собрании по поводу даты запланированных протестов в качестве примера того, чем они отличаются от  оппозиционных партий.

#### 11 марта — «Великий народный день»
11 марта полиция пресекла несколько попыток протеста, арестовав не менее 43 человек. The New York Times сообщила, что около 60 человек собрались в Баку, столице страны, в ответ на запланированное мероприятие на Facebook, но силы безопасности быстро подавили демонстрацию, не позволив демонстрации набрать обороты.

#### 12 марта
По сообщению The New York Times, 12 марта в более крупной акции протеста в столице страны Баку собралось несколько сотен человек. Протест возглавила оппозиционная партия «Мусават», в отличие от небольших демонстраций, возглавляемых молодёжью накануне. Однако в очередной раз полиция была готова к митингу и начала арестовывать людей на месте, в том числе по крайней мере одного человека за разговор с западным журналистом, хотя СМИ сообщали, что им было труднее подавить более крупный и лучше подготовленный протест, чем произошедший 11 марта. Во второй день протестов было арестовано около 50 человек. Хотя большинство протестующих, похоже, были сторонниками светской, относительно прозападной партии «Мусават» и подобных партий, ряд молодых протестующих, представляющих религиозную оппозицию, начали скандировать «Аллаху Акбар», что, как сообщается, раздражало полицию на месте событий.
По сообщению Госдепартамента США, по меньшей мере 30 человек, арестованных в связи с протестами, были приговорены к лишению свободы. «Мусават» потребовала, чтобы президент Ильхам Алиев сложил с себя полномочия в связи с инцидентом.  Азербайджанский Дом прав человека и Европейский Союз, в частности, раскритиковали правительство Алиева и призвали власти разрешить людям проводить мирные демонстрации.

#### Другие происшествия
Reuters сообщает, что в течение марта в Азербайджане были арестованы не менее 150 активистов, в том числе задержанные 11—12 марта.

### Апрель
Оппозиционные группы заявили о своём намерении провести дополнительные акции протеста в апреле, несмотря на предупреждения властей не делать этого.  Официальные лица в Баку подталкивали оппонентов правительства к митингу только в специально отведенной части Бебихейбата, за пределами центра Баку, но оппозиция отказалась от любой сделки, согласно которой протестующие не будут маршировать в центре Баку.  Лидер оппозиции Али Керимли из Партии народного фронта Азербайджана заявил, что, хотя активисты намеревались провести мирную демонстрацию, «однако в случае провокации мы не несём ответственности».

#### 2 апреля — «День гнева»
Ещё одна акция протеста прошла 2 апреля на площади Фонтанов в центре Баку, на ней присутствовало от 350 до 1000 демонстрантов. ПНФА и «Мусават» назвали демонстрацию «Днём гнева» и возглавили митинг в центре города вместо того, чтобы проводить его на одобренном правительством стадионе на окраине города. Полиция арестовала более 200 демонстрантов, задержав как минимум двух азербайджанских журналистов, освещавших акцию протеста. Иса Гамбар, лидер партии «Мусават», отреагировал на репрессии и обвинение правительством четырёх лидеров оппозиции в «организации массовых беспорядков», пообещав усилить протесты. 10 октября четверо арестованных активистов были приговорены к лишению свободы на срок от 18 месяцев до трёх лет.

#### 17 апреля
Полиция снова разогнала демонстрацию на Бакинской площади Фонтанов 17 апреля, арестовав активистов, скандировавших демократические лозунги, включая мать и её маленькую дочь, и ненадолго задержав двух или трёх шведских журналистов. Позже шведы были депортированы. Одна женщина, как сообщается, предупредила полицию, когда они арестовали её: «Не думайте, что вы сможете удержать своё правительство. В Египте рухнуло 30-летнее правительство». Официальные лица заявили, что они задержали в общей сложности 65 человек. В то время как правительство снова попыталось ограничить демонстрации небольшим районом на окраине Баку, Гамбар и другие лидеры оппозиции пообещали продолжать проводить акции протеста в центре города в нарушение закона, поскольку его просьбы разрешить собираться напротив кинотеатра Нариманова в центре города, организаторы отклонили как и альтернативные постановки, предложенные городским советом. Репрессии были предприняты вопреки призыву правозащитной организации Amnesty International разрешить проведение мирных протестов.

#### 20 апреля
В ознаменование четырёхлетней годовщины с момента заключения азербайджанского журналиста Эйнуллы Фатуллаева, 20 журналистов объявили однодневную голодовку в знак протеста против того, что они считают его тюремнон заключение несправедливым. «Мы хотим продемонстрировать наши жалобы на арест Эйнуллы Фатуллаева забастовкой», — сказал редактор Айнур Эльганеш.

### Май
Хотя в течение первой половины месяца действия политической оппозиции были сдержанными, волнения в столице Баку продолжались.

#### 6 мая
Полиция оперативно разогнала акцию протеста 6 мая в Баку. Протестующие призвали правительство разрешить мусульманским девочкам носить хиджаб в школе. Несколько десятков человек были арестованы, и, как сообщается, полиция применила дубинки и перцовый баллончик для подавления некоторых демонстрантов.

#### 22 мая
Молодые активисты собрались на Бакинском бульваре, чтобы потребовать освобождения «политических заключённых» и коллег-активистов, заключённых в тюрьму по сфабрикованным, по их мнению, обвинениям. Четыре активиста и журналист, освещавший это мероприятие, были арестованы,однако позже в тот же вечер журналиста отпустили. Активисты были приговорены к тюремному заключению на срок от семи до восьми суток.

### Июнь

#### 19 июня
Полиция арестовала «23 из примерно 80 протестующих», связанных с оппозиционной Общественной палатой в Баку, перед кинотеатром Нариманова, частым местом попыток проведения митингов против правительства во время протестов 2011 года. Министр внутренних дел Эхсан Захидов настаивал на том, что митингующие, собравшиеся перед кинотеатром, а не у посёлка Биби-Эйбат на окраине города, «нарушали конституционные права граждан» и добавил: «Если митинг Общественной палаты, назначенный на 19 июня, [был] санкционирован мэрией Баку и организован в отведённом ей месте, полиция обеспечит безопасность участников митинга». Полиция находилась на площади за час до прибытия протестующих, успешно сорвав митинг.

#### Ноябрь
15 ноября около 30—35 оппозиционных молодёжных активистов организовали акцию протеста перед зданием мэрии Баку, скандируя «Свободу!», но вскоре столкнулись с насилием со стороны полиции. В ближайшие часы арестованных активистов отпустили.

## Международная реакция
Посол США в Азербайджане Мэтью Брайза выразил обеспокоенность по поводу реагирования правительства Азербайджана на протесты в марте. 15 апреля Брайза отрицал обвинения правительства, что администрация Обамы поддерживает революцию в  южнокавказской республике. Брайза признал, что ранее в Баку встретился с Али Керимли и Иса Гамбаром в начале апреля, но сказал, что он не был участником переговоров для целей оппозиции. «Наше желание — повысить устойчивую деятельность и реформы», — сказал Брайза. Департамент государства Соединённых Штатов также выпустил отдельные упреждения правительству Азербайджана, рассматривая их как жизненно важного союзника в регионе, но попросив позволить своим гражданам мирно собрираться  и гарантировать должные процедуры для задержанных.
Европейский союз раскритиковал правительство Азербайджана за «отсутствие уважения к основным свободам» после того, как митинг 2 апреля был сорван силами безопасности. 13 апреля министр иностранных дел Азербайджана Эльмар Мамедяров вызвал главу делегации ЕС в Азербайджане в Баку. 12 мая Европейский парламент принял резолюцию, в котором он резко осудил правительственный разговор и призвал освобождение политзаключённых. Международная амнистия также призвала правительство позволить мирные протесты. В письме, опубликованном в Великобритании 20 апреля, филиал Amnesty International в Великобритании призвал к выпуску Эйнуллы Фатуллаева и других задержанных журналистов и настаивал, что в Баку должны «соблюдать международные стандарты по правам человека — особенно право на мирный сбор и право на свободное выражение». Международный пресс-институт повторил критику Амнистии, осуждая депортацию правительством Азербайджана трёх шведских журналистах за освещение информации о демонстрациях на Фонтанской площади 17 апреля.
По крайней мере, один политический аналитик, консультант Дубая по вопросам энергетики, предложил, что правительство Ирана, возможно, оказало существенное влияние на протесты. По его словам, Иран обладает интересом к обескураживанию иностранных инвестиций в Азербайджан, региональный конкурент на экспорт нефти и природного газа, и что Тегеран, возможно, стремился к побуждению инвесторов, пытаясь дестабилизировать страну.
Многие активисты потребовали бойкота конкурса песни Евровидения в 2012 году после того, как Азербайджан выиграл в 2011 году, но он не был реализован.